# Charlton Ogburn
Œuvres principales
The Marauders
The Winter Beach
The Mysterious William Shakespeare
Charlton Ogburn, né le 15 mars 1911 à Atlanta en Géorgie et mort le 19 octobre 1998 à Beaufort en Caroline du Sud, est un écrivain, journaliste et critique littéraire américain.

## Biographie

### Famille et formation
Charlton Ogburn est le fils de l'avocat Charlton Greenwood Ogburn (en) et de l'écrivaine Dorothy Ogburn (née Stevens). Il est également le neveu du sociologue William Fielding Ogburn (en) (1886-1959). Élevé à Savannah et à New York, il fait ses études supérieures à l'université Harvard dont il est diplômé en 1932. Durant la Seconde Guerre mondiale, il sert dans le renseignement militaire en Extrême Orient en tant qu'officier de communication au sein des Merrill's Marauders, finissant le conflit avec le grade de capitaine.
Après la guerre il intègre le Département d'État américain dans la division des affaires du Sud-Est asiatique.
Il met fin à ses jours le 19 octobre 1998, à l'âge de 87 ans.

### Carrière littéraire
Il décide après avoir quitté le ministère, de se consacrer à la littérature, publiant notamment un récit romancé s'inspirant de son expérience pendant la guerre durant la campagne de Birmanie, The Marauders paru en 1959. Il publie après The Winter Beach (1967), pour lequel il reçoit la médaille John Burroughs. Son travail d'études littéraires s'oriente ensuite vers la publication d'essais et d'articles de presse sur la question de la paternité des œuvres de Shakespeare, défendant la théorie oxfordienne.

## Œuvre
- The White Falcon (1955), roman
- The Marauders (1959), récit romancé
- The Bridge, nouvelle
- Big Caesar, roman
- The Gold of the River Sea (1965), roman
- The Winter Beach (1967), roman – Médaille John Burroughs
- The Mysterious William Shakespeare: The Myth and the Reality (1984), essai